# Friedhof La Recoleta

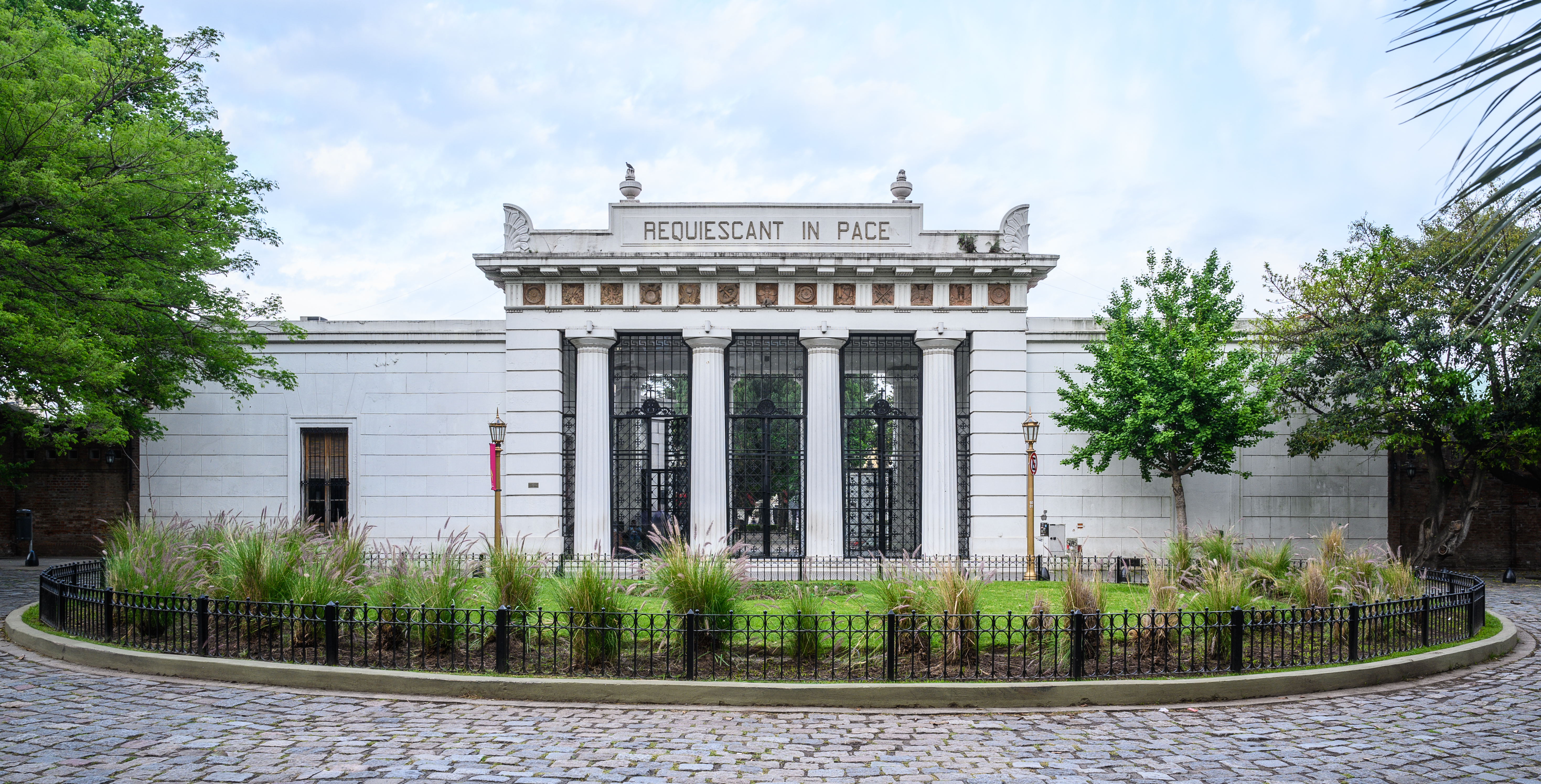
Haupteingang mit hohen Säulen

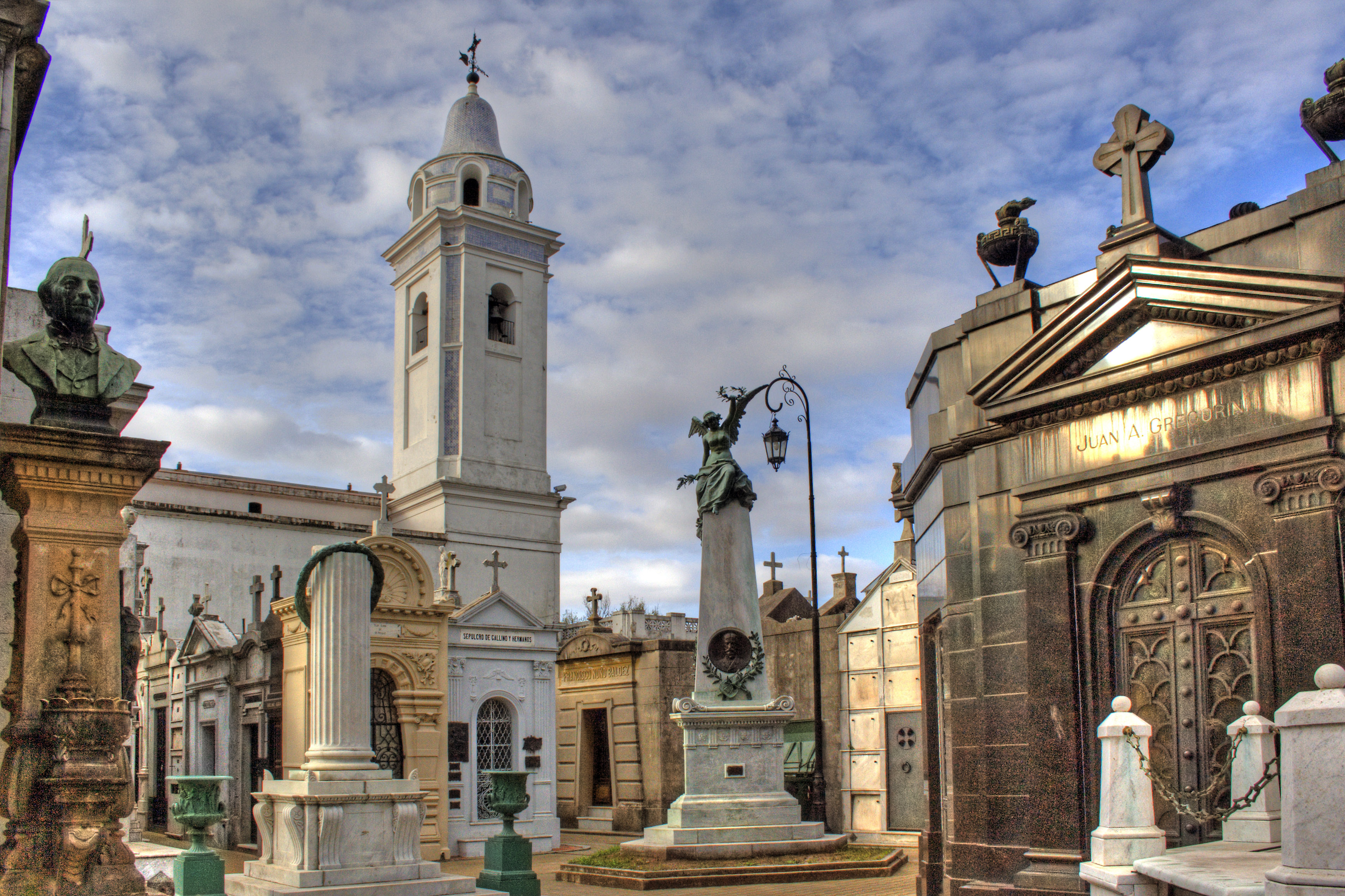
Eine Gräberallee

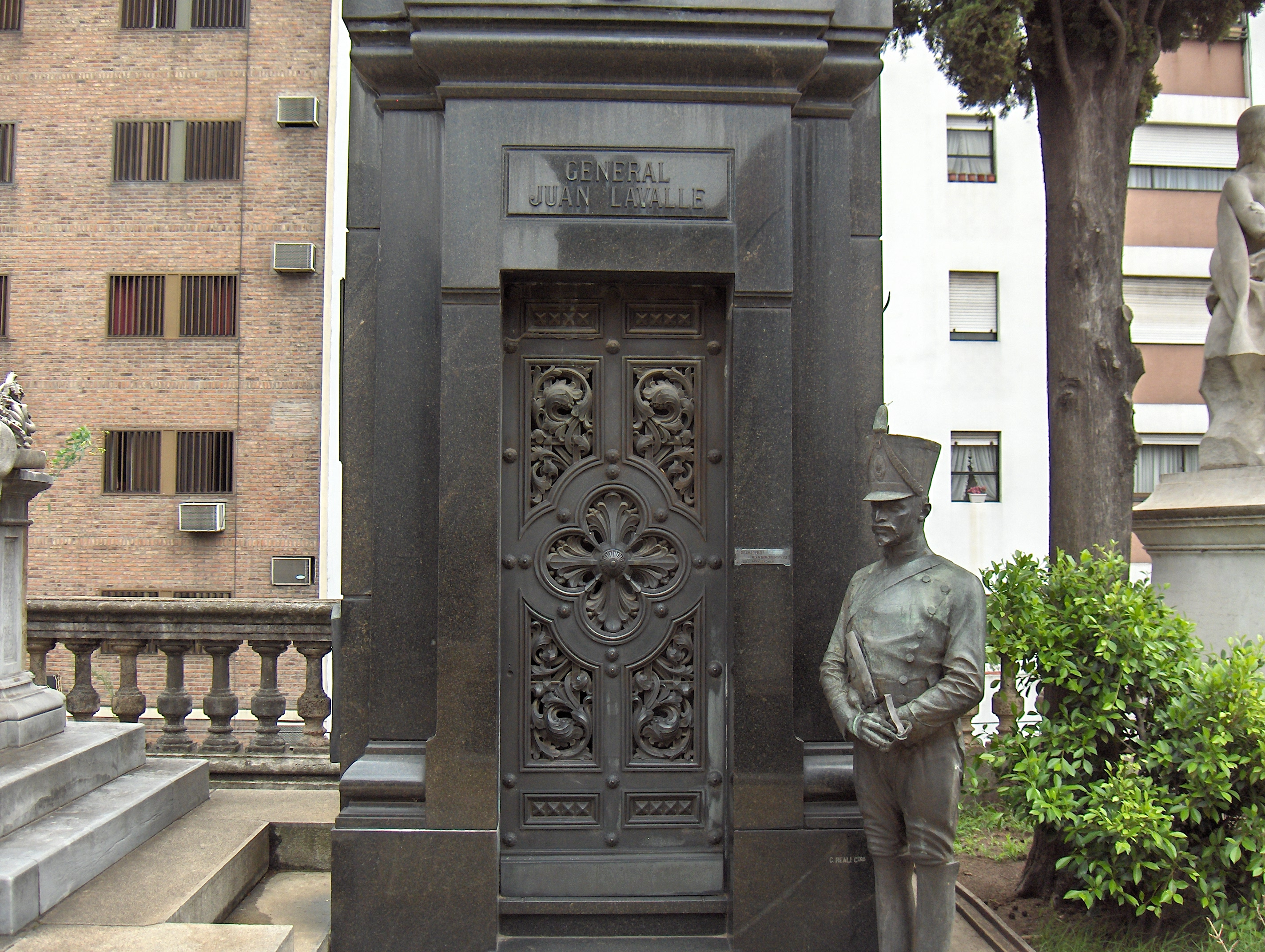
Mausoleum Juan Lavalle

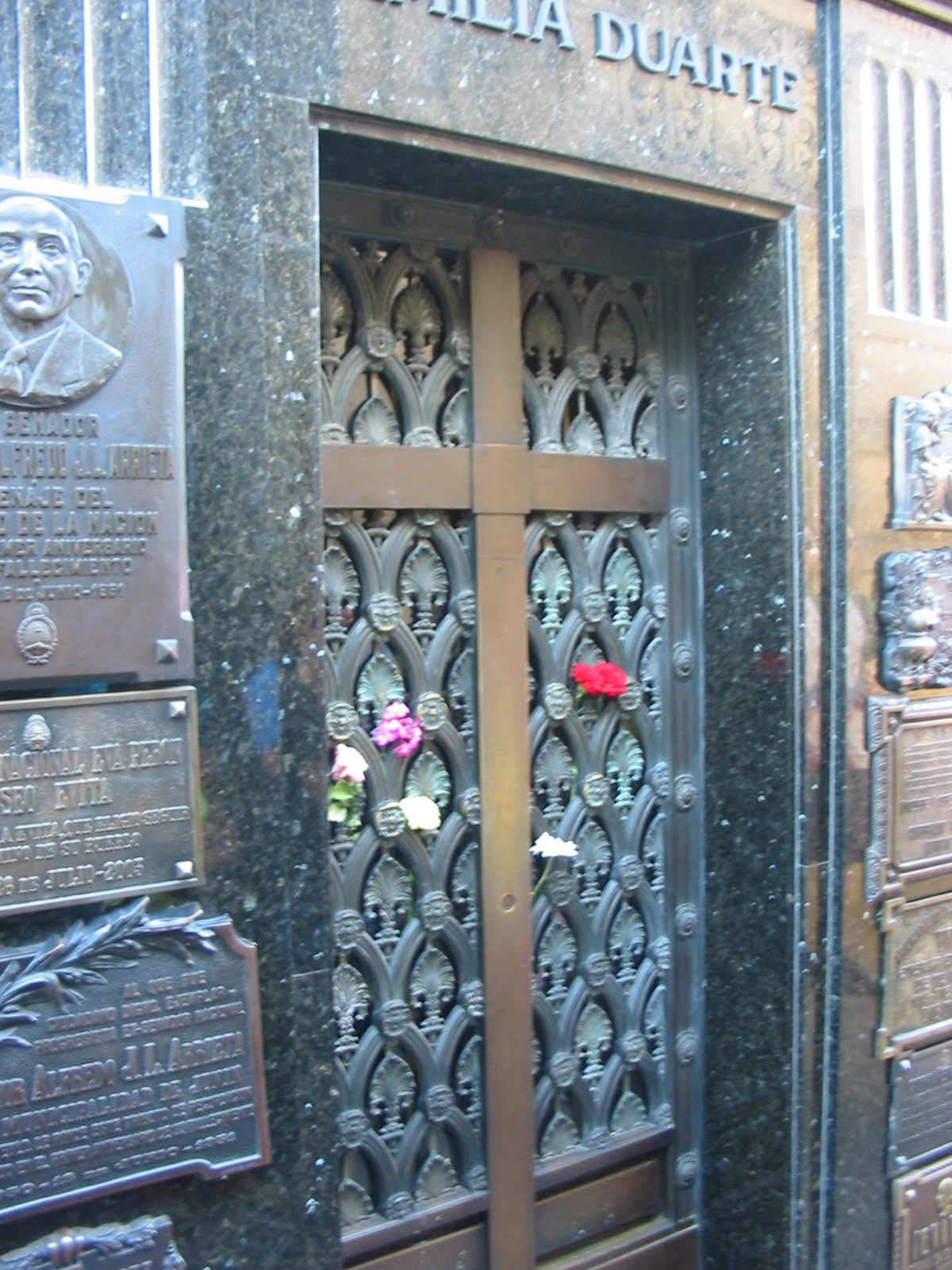
Mausoleum von Eva Perón

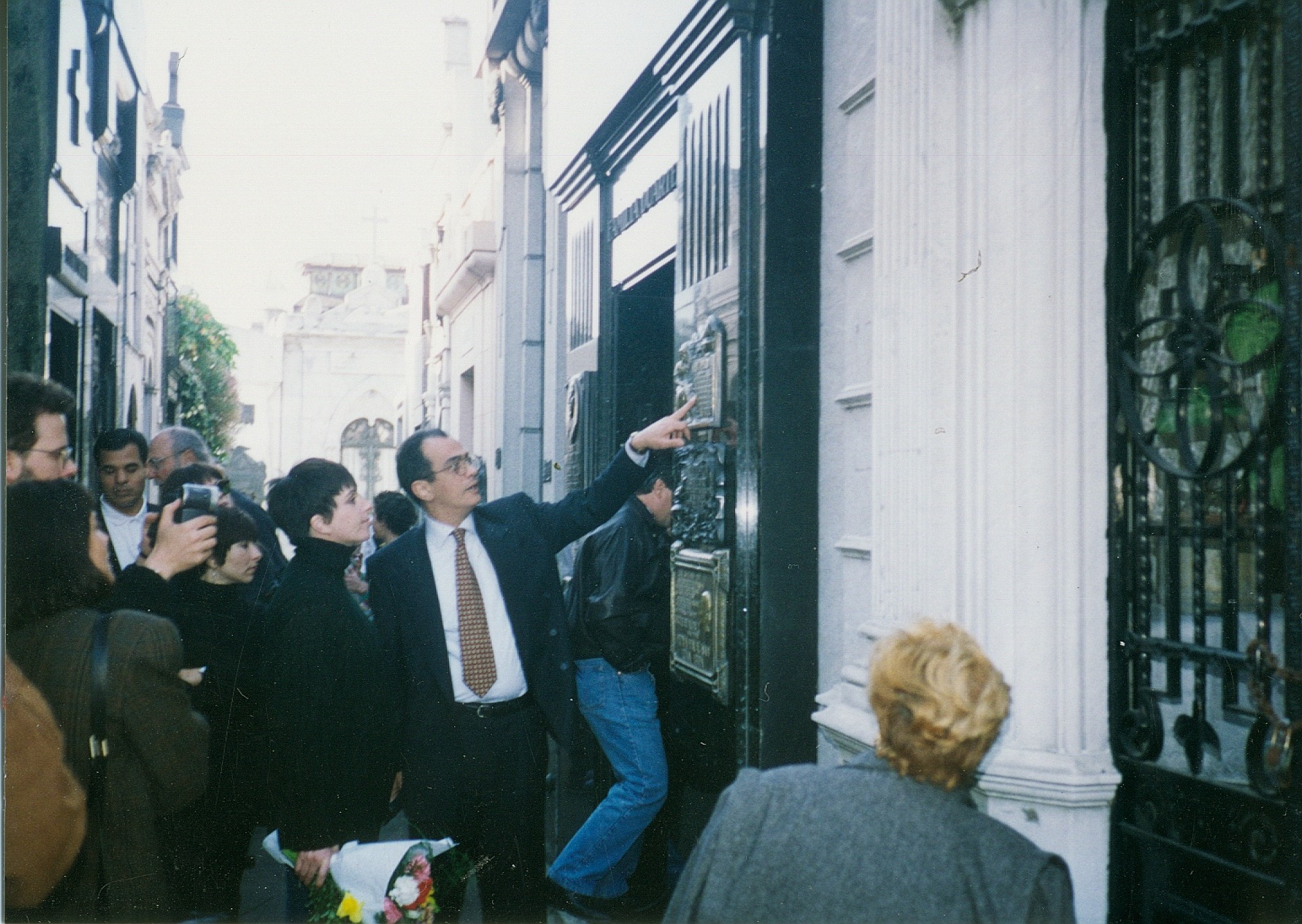
Liza Minnelli am Grab Eva Perons, 1993

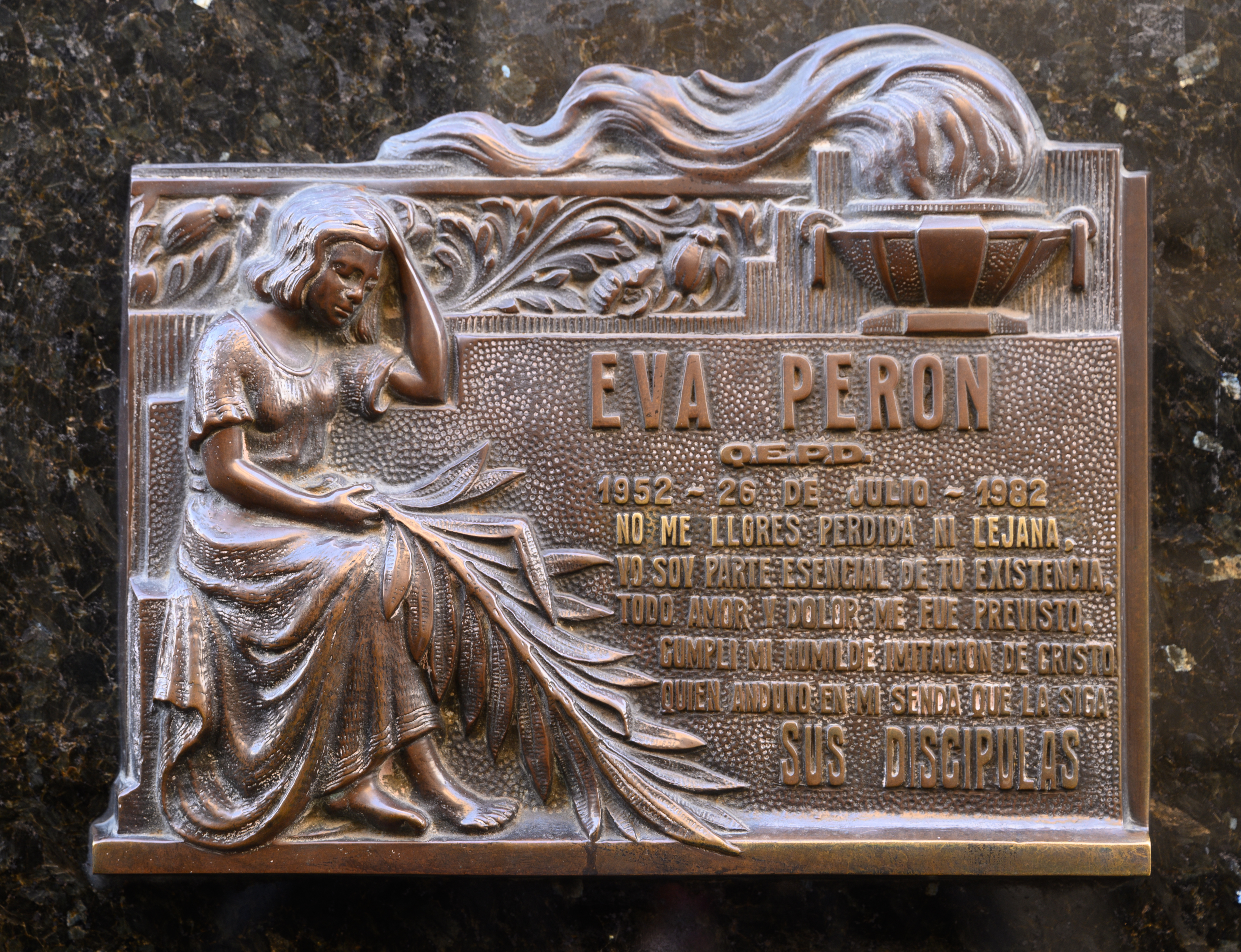
Gedenkinschrift für Eva (Evita) Peron an ihrem Grab

Der Friedhof La Recoleta (Cementerio de la Recoleta) liegt im gleichnamigen Stadtteil Recoleta der argentinischen Hauptstadt Buenos Aires, einem der teuersten Wohn- und Geschäftsviertel der Hauptstadt. Er wurde Ruhestätte zahlreicher wohlhabender und prominenter Einwohner. Hier wurden argentinische Präsidenten bestattet, Profisportler, Wissenschaftler und Schauspieler; zu den bekanntesten zählt die zweite Ehefrau von Juan Perón, Eva Perón.

## Geschichte
Der Friedhof wurde von dem französischen Ingenieur Próspero Catelin anstelle des Klostergartens neben der Basílica Nuestra Señora del Pilar angelegt und 1881 von dem italienischen Architekten Juan Antonio Buschiazzo neoklassizistisch umgestaltet. Reiche Familien ließen einige Reihen mit prächtigen Mausoleen unterschiedlichster Architektur bebauen, die eins gemeinsam haben: Sie sollten lange vom irdischen Ruhm und Reichtum der Verstorbenen künden. Der Hauptweg ist großzügig angelegt und reichlich mit Bäumen bepflanzt.
Nicht alle der Mausoleen haben die Zeiten gut überstanden.
Ungewöhnlich ist die Tradition dieses Friedhofs, dass auf den Namenstafeln nur das Sterbedatum, nicht jedoch das Geburtsdatum vermerkt wird. Im Gegensatz zu anderen Friedhöfen ist La Recoleta auch kein urbanes Rückzugsgebiet selten gewordener Tierarten. Dafür sorgt alleine schon die unübersehbare Anzahl halbwilder Hauskatzen, die sich gegen Abend am Haupteingang versammeln, um dort von einigen Tierfreunden gefüttert zu werden.

## Gräber bekannter Persönlichkeiten
- Leandro N. Alem (1842–1896), Gründer der Unión Cívica Radical
- Adolfo Alsina (1829–1877), Vizepräsident
- Raúl Alfonsín (1927–2009), erster demokratischer Präsident Argentiniens nach der Militärdiktatur
- William Brown (1777–1857), Admiral, Vater der argentinischen Marine
- Juan Bautista Alberdi (1810–1884), Schriftsteller und Politiker
- Juan Gregorio Pujol, Gouverneur
- Luis César Amadori (1903–1977), Dichter und Komponist
- Nicolás Avellaneda (1837–1885), Präsident von Argentinien
- Susan Barrantes (1937–1998), Mutter von Sarah Ferguson
- Federico de Brandsen (1785–1827), Militärangehöriger
- Adolfo Bioy Casares (1914–1999), Schriftsteller
- Miguel Juárez Celman (1844–1909), Präsident Argentiniens
- Isabel Colonna-Walewski (1847–1847), Enkelin von Napoleón Bonaparte
- Juan Manuel de Rosas (1793–1877), Politiker, Caudillo
- Luis Firpo (1894–1960), Schwergewichtsboxer, The Wild Bull of the Pampas
- Oliverio Girondo (1891–1967), Dichter und Journalist
- José Hernández (1834–1886), Schriftsteller
- Arturo Umberto Illia (1900–1983), Präsident Argentiniens
- Carlos Saavedra Lamas (1878–1959), Staatsmann, Nobelpreis
- Enrique Larreta (1875–1961), Schriftsteller
- Juan Lavalle (1797–1841), General
- Luis Federico Leloir (1906–1987), Nobelpreisträger für Chemie
- Cándido López (1840–1902), Maler und Soldat
- Vicente López y Planes (1785–1856), Lyriker und Politiker
- Leopoldo Lugones (1874–1938), Schriftsteller
- Mariette Lydis (1887–1970), österreichisch-argentinische Malerin
- Eduardo Mallea (1903–1982), Schriftsteller
- Carlos Menditéguy (1915–1973), Rennfahrer
- Bartolomé Mitre (1821–1906), Schriftsteller und Präsident
- Victoria Ocampo (1890–1979), Schriftstellerin und Verlegerin
- Carlos Pellegrini (1846–1906), Präsident
- Luis Piedrabuena (1833–1883), Forschungsreisender
- Eva Perón (1919–1952), First Lady Argentiniens
- Honorio Pueyrredón (1876–1945), Lehrer und Staatsmann
- Dante Quinterno (1909–2003), Karikaturist
- Juan Facundo Quiroga (1788–1835), Caudillo
- Domingo Sarmiento (1811–1888), Schriftsteller und Präsident
- Hipólito Yrigoyen (1852–1933), Politiker und Präsident